# Karl Rehdantz
Karl Otto Albert Rehdantz, auch Carl Rehdantz, (* 16. März 1818 in Landsberg an der Warthe; † 31. Januar 1879)  war ein deutscher Gymnasiallehrer und -direktor und Altphilologe.

## Leben
Karl Rehdantz besuchte die Bürgerschule in Landsberg an der Warthe und ab 1831 das Joachimsthalsche Gymnasium in Berlin. Von 1837 bis 1840 studierte er Klassische Philologie an der Universität Berlin, an der in seinem letzten Jahr am Boeckhschen Seminar zugelassen wurde. Im Jahr 1840 bestand er das Staatsexamen für den Lehrerberuf und absolvierte im Anschluss sein Probejahr am Joachimthalschen Gymnasium, an dem er danach Lehrer wurde. 1851 wurde er Oberlehrer am Gymnasium in Halberstadt. Im Jahr 1854 erfolgte die Promotion, 1859 die Ernennung zum Gymnasialprofessor in Halberstadt. Im selben Jahr unternahm er eine Reise nach Italien, wo er sich in der Bibliothek von Florenz Studien zu Demosthenes widmete. 1861 wurde er Oberlehrer am Domgymnasium Magdeburg, an dem er nach dem Tod des Direktors Johannes Horkel neun Monate lang das Direktorat verwaltete. Krankheit zwang ihn zu einem mehrmonatigen Urlaub vom Amt. 1868 wurde er Direktor am fürstlichen Gymnasium in  Rudolstadt. 1873 war er gezwungen, diese Stellung aufzugeben, und er musste mit der Leitung der höheren Schule in Kreuzburg in Oberschlesien einen beruflichen Abstieg hinnehmen. Die Schule sollte zum Gymnasium ausgebaut werden, Rehdantz – gesundheitlich immer wieder zurückgeworfen – starb nach langem Leiden, bevor der erste Abiturjahrgang zur Prüfung gelangte.
1852 gab er eine deutsche Übersetzung der Jahrbücher von Fulda und Xanten in der Reihe  Die Geschichtschreiber der deutschen Vorzeit (Reihe 1, in Reihe 2 neu herausgegeben von Wilhelm Wattenbach als Band 23) heraus. Bekannt war er durch Veröffentlichungen über Demosthenes, so gab er eine vielfach neu aufgelegte Auswahl von dessen Reden heraus, zudem die Philippischen Reden von Cicero (zuerst 1860, Teubner), die Rede gegen Leokrates von Lykurgos von Athen (1876, Teubner) und die Anabasis von Xenophon (2 Bände, 1863/64, Weidmann in Berlin).

## Schriften
- Demosthenes: Ausgewählte Reden für den Schulgebrauch erklärt: 1. Teil: Die neun Philippischen Reden (Leipzig: Teubner)
  - 1. Heft: Reden I–IV (1860; 18652; 18733; 18754; 18775; 18847 und 18938 besorgt von Friedrich Blass; 19099 besorgt von Karl Fuhr)
  - 2. Heft, I. Abteilung: Reden V–IX (6. Aufl. 1905, besorgt von Friedrich Blass)
  - 2. Heft, II. Abteilung: Indices (4. Aufl. 1886, besorgt von Friedrich Blass)
- Xenophons Anabasis erklärt von C. Rehdantz (Berlin: Weidmann)
  - 1. Band: Buch I–III (1863; 18672; 18733; 18774; bearbeitet von Otto Carnuth: 18825; 18886; bearbeitet von Ernst Richter: 19127)
  - 2. Band: Buch IV–VII (1864; 18692; 18743; 18794; bearbeitet von Otto Carnuth: 18845; bearbeitet von Wilhelm Nitsche: 19056)
- Kritischer Anhang zu Xenophons Anabasis erklärt (1865)
- Lycurgos' Rede gegen Leokrates für den Schulgebrauch erklärt (Leipzig: Teubner, 1876)